# Wapenstilstand
Een wapenstilstand, bestand of staakt-het-vuren is een officieel tussen oorlogvoerende partijen afgesproken onderbreking van oorlogshandelingen.
Een wapenstilstand gaat vaak vooraf aan de officiële vredessluiting; in sommige gevallen duurt een wapenstilstand voor onbepaalde tijd voort. Een voorbeeld hiervan is de Arabisch-Israëlische Oorlog van 1948 die resulteerde in een langdurige wapenstilstand tussen enerzijds Israël en anderzijds Egypte, Jordanië, Syrië en Libanon. Met Egypte sloot Israël op 17 september 1978 een vredesverdrag, de Camp Davidakkoorden, en met Jordanië op 26 oktober 1994, ruim een jaar na de Oslo-akkoorden van Israël met de PLO; met Syrië en Libanon heeft Israël tot op heden nog steeds geen vredesverdrag gesloten.
Ook in de Koreaanse oorlog (wapenstilstand sinds 1953) is nooit een vredesverdrag getekend.
Een wapenstilstand die een onderbreking van een oorlog vormde, was het Twaalfjarig Bestand (1609-1621) tijdens de Tachtigjarige Oorlog.

## Wapenstilstandsdag
Een beroemde wapenstilstand die het feitelijke einde van een oorlog inluidde, was de wapenstilstand van 11 november 1918 waardoor de gevechten van de Eerste Wereldoorlog ophielden. In diverse landen is dit een officiële feestdag, zoals in België en Frankrijk. De vrede werd pas in 1919 gesloten en daardoor worden 1918 en 1919 beide genoemd als het einde van de Eerste Wereldoorlog. In België herdenkt men jaarlijks op 11 november de soldaten die in de Eerste en Tweede Wereldoorlog sneuvelden. De traditie wordt tot vandaag in ere gehouden.